# Johan Deysel
Johan Deysel Jnr (nacido en Windhoek el 26 de septiembre de 1991) es un jugador de rugby namibio, que juega en la posición de centro para la selección de rugby de Namibia y, actualmente, para el club Leopards de la Currie Cup.
Johan Deysel debutó con la selección de Namibia en un partido contra Kenia en Windhoek el 16 de noviembre de 2013.
Seleccionado por su país para la Copa Mundial de Rugby de 2015, en el partido contra Nueva Zelanda, que terminó con victoria neozelandesa 58-14, Deysel anotó el único ensayo de su equipo.